# 黄彦平
黄彦平（1914年—2003年8月16日），男，河南信阳人，中国教育家，曾任东北师范大学校长（1961年9月－1964年7月，1981年2月－1983年6月），党委书记（1964年5月－1970年12月，1981年2月－1983年10月）。

## 生平
因抗战爆发而于1938年肄业于河南省立信阳师范，1939年1月加入中共。抗战时期，曾任中共信应随县委书记兼县长。内战时期，曾任中共随中县委书记、中共应北工委书记、中共商山县委书记、监利县代县长、沔阳专区副专员等。
1949年后，任湖北省教育厅副厅长，北京师范大学教务长兼北师大党委副书记，吉林师范大学（后改名东北师大）校长、党委书记，吉林省教育厅长，东北师范大学校长、党委书记等职。